# Koněprusy
Koněprusy (en allemand : Konieprus) est une commune du district de Beroun, dans la région de Bohême-Centrale, en Tchéquie. Sa population s'élevait à 253 habitants en 2020.

## Géographie
Koněprusy se trouve à 6 km au sud de Beroun et à 32 km au sud-ouest de Prague.
La commune est limitée par Beroun au nord, par Tetín au nord-est, par Měňany à l'est, par Suchomasty au sud, par Tmaň au sud-ouest et par Králův Dvůr au nord-ouest.

## Histoire
La première mention écrite de la localité date de 1391.

## Administration
La commune se compose de deux quartiers :
- Bítov
- Koněprusy